# Koji Nishimura
Koji Nishimura (Iga, 7 juli 1984) is een voormalig Japans voetballer.

## Carrière
Koji Nishimura speelde tussen 2003 en 2007 voor Kyoto Sanga FC. Hij tekende in 2008 bij Nagoya Grampus. In 2016 maakte hĳ bekend een punt te zetten achter zĳn carrière.